# Quinquegentiens
Les Quinquegentiens étaient une confédération berbère en résidence entre Saldae, et Rusuccuru dans l'Antiquité, dans l'actuelle Kabylie. Bien que sous domination romaine, ils semblent avoir agi de manière très autonome.

## Étymologie
L'ethnonyme Quinquegentiens signifie « les gens des cinq tribus » en latin : les Quinquegentiens seraient une confédération de plusieurs tribus berbères différentes au lieu d'une seule tribu.

Le nom berbère de la tribu est inconnu.

## Géographie

### Localisation
Le territoire de la tribu s'étendait de la ville antique de Saldae à la ville de Rusuccuru (Dellys), à la frontière de la province romaine de Maurétanie césarienne.

## Tribus
Les tribus appartenant à la confédération des Quinquégentiens sont au nombre de 5 :
- Tindenses (actuelles Aït Waghlis, Fenaïa et Aït Amer)
- Isaflenses (actuelle tribu des Iflissen)
- Massissenses (M'cisna donc Ait Aidel)
- Jesalenses (Aït Iraten)
- Jubaleni (Ait Jubar)[3]

## Histoire
Les Quinquegentiens apparaissent pour la première fois dans les rapports romains en 253, lorsqu'il forment une coalition avec les Bavares et les Aït Fraoussen (Fraxinenses), deux autres tribus ou confédérations berbères de la région, et envahissent et pillent des colonies dans la province romaine de Numidie. Ces hostilités conduisent à une intervention romaine, mais en raison de problèmes plus urgents, comme la mort de l'empereur Émilien et la succession impériale, la guerre dure neuf ans. En 262, le légat de Numidie, Caius Macrinius Decianus, réussit à rétablir l'ordre. La confédération tribale est dissoute, et les tribus sont repoussées dans leurs terres coutumières. Au cours de l'insurrection, les Quinquegentiens constituent l'élément principal de la rébellion.
En 289, les Quinquegentiens envahissent la partie orientale de la Maurétanie césarienne, de nouveau soutenus par les Bavares. La rébellion est un succès au début, mais en 297, les forces romaines de Maximien Hercule lancent une offensive sanglante qui repousse les rebelles dans leurs terres coutumières, dans l’Atlas et les montagnes de Grande Kabylie.
Cependant, Maximien, insatisfait de ce résultat, au début de l'an 298, envahit leur territoire pour infliger une punition plus sévère aux rebelles, ; en utilisant une tactique de la terre brûlée. Les Quinquegentiens vaincus sont déportés et dispersés. La même année, l'empereur renforce les limes entre la Maurétanie césarienne et la province d'Afrique. La guerre est conclue et les Quinquegentiens disparaissent des rapports romains.
De 373 à 375, la confédération des Quinquegentiens, dirigée par Firmus et Gildon, résiste à l'occupation romaine des troupes de Théodose l'Ancien.

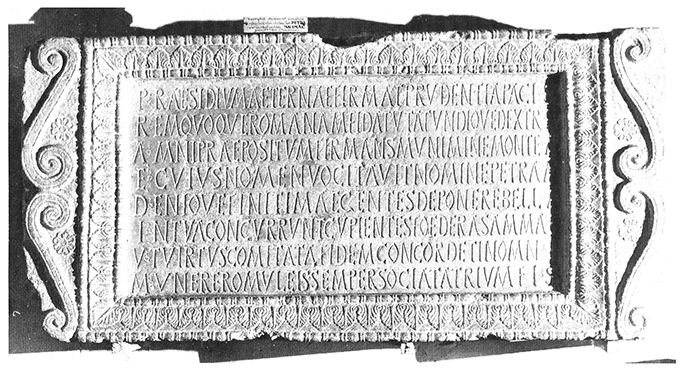
Dédicace romaine à Zammac, fils de Nubel.

En 2009, une stèle libyque datant du IVe siècle avant J.-C est découverte à Semaoune, très proche de celle d'Abizar, découverte 150 ans plus tôt, en 1859. La stèle comporte, tout comme celle d'Abizar, le dessin d'un homme à cheval armé de trois lances et d'un bouclier rond. L'homme a la main droite levée et tient un objet rond (possiblement un projectile ou une offrande). Devant l'homme, deux animaux quadrupèdes sont représentés.
La stèle comporte également un texte en écriture tifinagh.
Une autre stèle, découverte beaucoup plus tôt, en 1968, à Meloussa, porte des inscriptions en libyque, dont le texte peut être retranscrit par "MLS / GLMSTN / YSBT2WN".
MLS et MSTN sont probablement des noms propres, MSTN pouvant signifier Mastinas, roi de Maurétanie ou encore Imastan, guerrier libyque cité par le poète Corippe,.

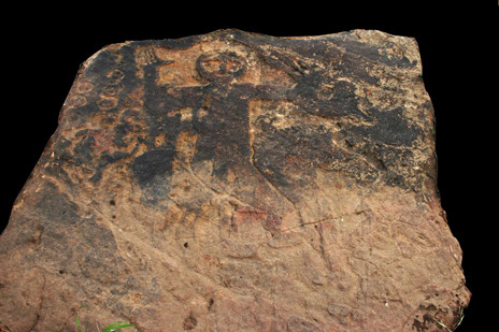
Stèle d'Azaghar, datant du IVe siècle av. J.-C.
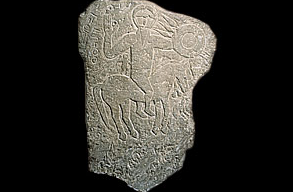
Stèle lybique d'Abizar

Leur territoire, à l'époque romaine, reste un lieu de passage obligatoire, avec notamment des ruines à Tiliouacadi et Leflaye, notamment une fontaine romaine à Leflaye.

### Liste des souverains
- Nubel
- Nunika
- Firmus
- Dius
- Mascezel
- Mazuca
- Cyria

## Culture

### Langue
Les Quinquégentiens parlaient le libyque.

## Référencement